# Endospiroplectammina
Endospiroplectammina es un género de foraminífero bentónico de la subfamilia Endospiroplectammininae, de la familia Palaeospiroplectamminidae, de la superfamilia Tournayelloidea, del suborden Fusulinina y del orden Fusulinida. Su especie tipo es Spiroplectammina venusta. Su rango cronoestratigráfico abarca desde el Tournaisiense superior hasta el Viseense medio (Carbonífero inferior).

## Discusión
Algunas clasificaciones más recientes incluyen Endospiroplectammina en el suborden Tournayellina, del orden Tournayellida, de la subclase Fusulinana y de la clase Fusulinata.

## Clasificación
Endospiroplectammina incluye a la siguiente especie:
- Endospiroplectammina venusta †